# ノルトルプ
ノルトルプ (ドイツ語: Nortrup) は、ドイツ連邦共和国ニーダーザクセン州オスナブリュック郡北部のザムトゲマインデ・アルトラントを構成する町村（以下、本項では便宜上「町」と記述する）である。ハーゼタール保養地の一部としてアルトラントに位置する。

## 地理

### 隣接する市町村
ノルトルプは、北はメンスラーゲおよびバートベルゲン、東はゲールデ、南はアンクム、西はケッテンカンプと境を接する（いずれもオスナブリュック郡）。

### 気候
北海からの湿った北西風の影響を受ける温帯海洋性気候である。ノルトルプの年間平均気温は 8.5 - 9.0 ℃、年間降水量は約 700 mm である。5月から8月までの間に平均 20 -25日の夏日がある。

## 歴史
ノルトルプは1169年に Norttorpe という表記で初めて文献に記録された。4家族が営む農場が列村を形成していた。15世紀後半に貴族のディンクラーゲ家が居館を築いた。そのロクステン館は1682年に売却され、現在もここに住むハンマーシュタイン家の所有となった。1870年代の鉄道クヴァーケンブリュック - ライネ線の建設とこれに伴う工業化により、ノルトルプは農村から近代的な地方町に発展した。
数多くの典型的なアルトラントの木組み建築や、牧歌的な環境に建つロクステン館が過去をしのばせる。

## 住民

### 宗教
ノルトルプ住民は宗教改革に伴って、クヴァーケンブリュックのヘルマン・ボンヌスの働きにより、主に福音主義ルター派に改宗した。これにより、カトリック住民の地域に囲まれた16世紀のアルトラントに福音主義の少数派が発展した。しかし、対抗宗教改革後、ノルトルプではカトリック住民の比率が再び大きくなった。これは、主にクヴァーケンブリュック市やその周辺の農村に小さな教会区を形成していったフィトゥス・ビュッシャーの働きによるものであった。1855年には、869人のノルトルプ住民のうち、496人がカトリック信者になっていた。
ノルトルプは、1855年6月21日のアロイシウス・ゴンザーガの祝日に完成した聖アロイシウス礼拝堂を持つ礼拝堂組織として、1908年までアンクムの教会に属していた。1908年3月25日、オスナブリュック司教フーベルトゥス・フォスは、ノルトルプにカトリックの教区組織聖アロイシウス教会を創設することを承認し、礼拝堂組織を固有の教会区に改編した。現在の教会は1915年に完成した。
20世紀後半、多くは福音主義ルター派信者であった旧ソヴィエト連邦からの移住者によって、カトリック住民の優位性は低下した。また、多くのバプテストの移住者も転入したが、その実数は判っていない。
ロクステン地区にはルター派のドロテーエン教会がある。

### 人口推移
以下の表は、各年の12月31日時点での町域における人口を示している。
数値は、1987年5月25日の人口調査結果に基づくニーダーザクセン州統計およびコミュニケーション技術局の研究結果である。
1961年（6月6日）と1970年（5月27日）の数値は、人口調査の結果である。
| 年   | 人口（人） |
| ---- | ---------- |
| 1961 | 2,061      |
| 1970 | 2,145      |
| 1987 | 2,393      |
| 1990 | 2,477      |
| 1995 | 2,708      |
| 2000 | 2,883      |
| 2005 | 3,026      |
| 2010 | 2,955      |
| 2011 | 2,942      |

## 行政

### 議会
この町の議会は 13議席からなる。

## 文化と見所

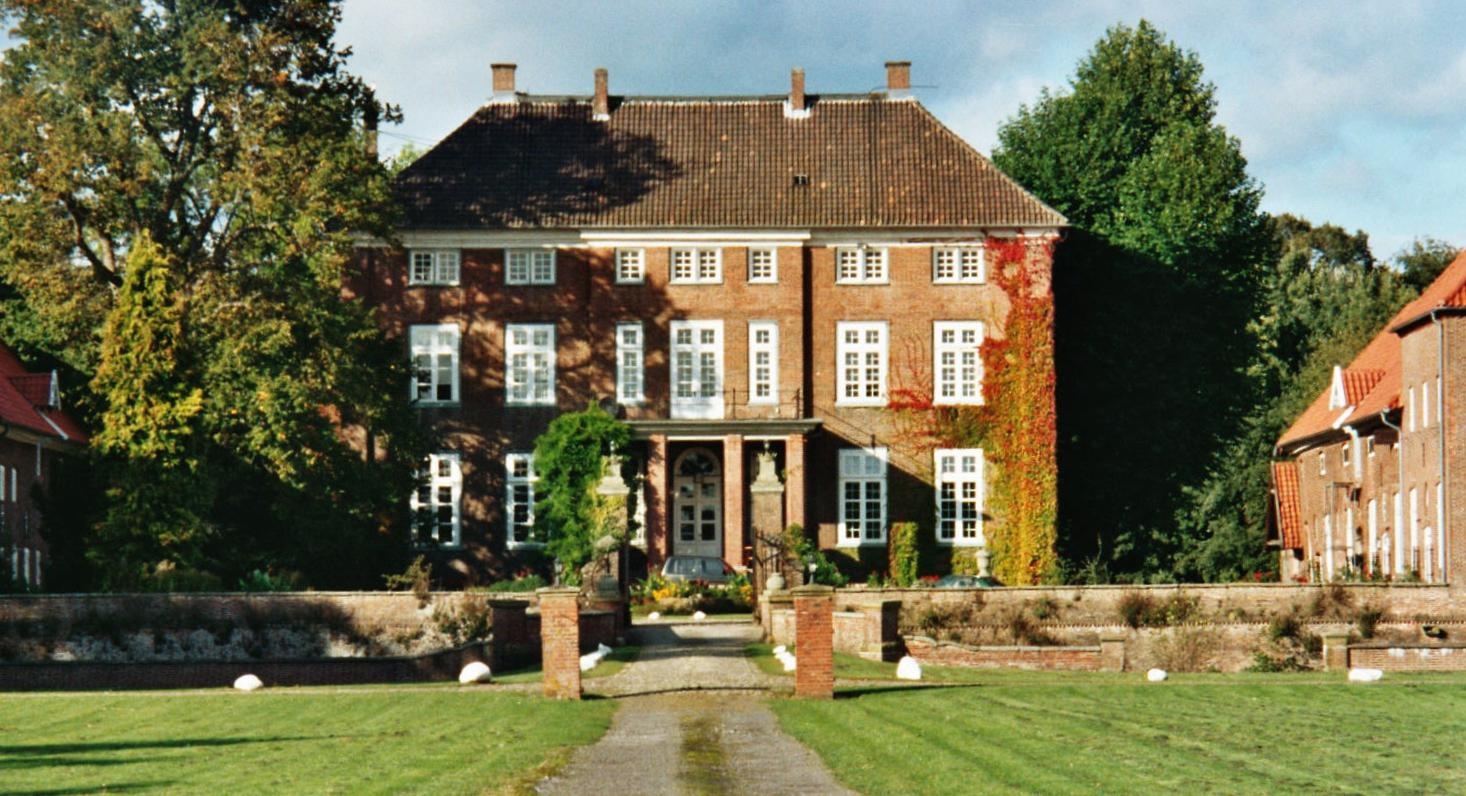
ロクステン館

ノルトルプの見所は、観光街道「アルトラント＝ルート」経由で行くことができる。

### 建築
- 水城グート・ロクステン（ロクステン館）。16世紀半ばのオランダ古典主義建築、ハンマーシュタイン＝ロクステン家の私邸。
- ローマ＝カトリックの教区教会聖アロイシウス教会
- ノルトルプ＝ロクステン地区のドロテーエン教会。コンラート・ヴィルヘルム・ハーゼの設計による教会

## 経済と社会資本

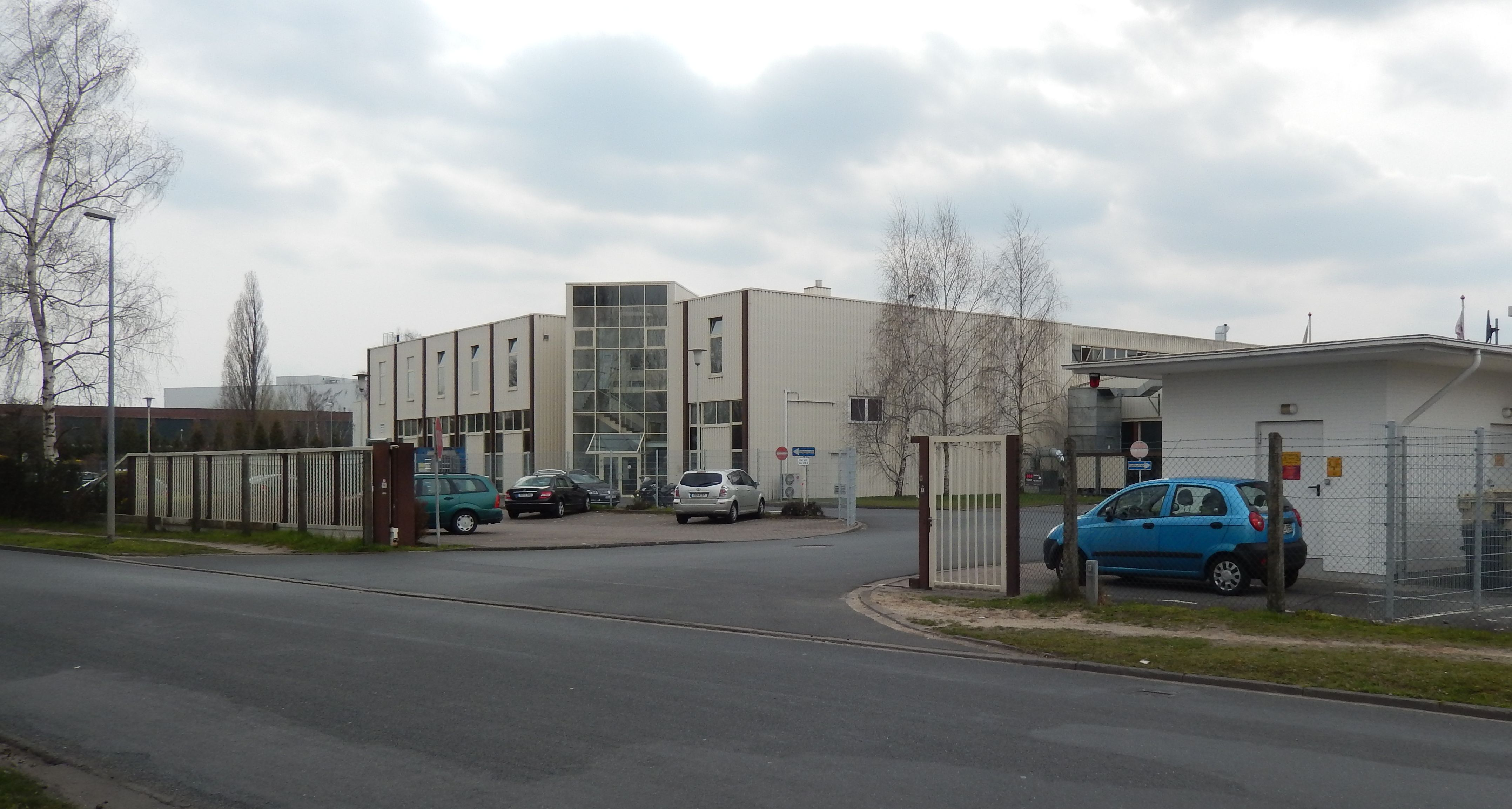
デルケスカンプ包装

### 地元企業
ノルトルプは、交通の便がよい立地と立地環境の良さから、多くの企業があり、合わせて1,000人以上の職場がある。特に大きな企業は包装資材製造のデルケスカンプ包装や食肉製品製造のケンパー・ヴルストヴァーレンである。

### 交通
ノルトルプには、かつてクヴァーケンブリュック - フュルステナウ - ライネ線の駅があった。
オスナブリュック交通会社のクヴァーケンブリュック行きおよびフュルステナウ行きの定期バスが運行している。

## 人物

### 出身者
- ヘルマン・ケンペル（1892年 - 1977年）エンジニア、磁気浮上式鉄道の開発者